# 희천 전투
성천-개천-희천 전투는 한국전쟁 중인 1950년 10월 23일에 국군 제2군단 제6보병사단 7연대가 조선민주주의인민공화국 18사단의 1개 연대를 물리치고 희천을 수복한 전투이다.

## 배경
제6사단은 평양을 공격해 탈취하라는 명령을 받은 다음, 10월 15일 원산-덕원을 출발하여 10월 18일 22:15에 제7연대 제2대대는 양덕을 점령해 확보하고 전과를 확대하면서 계속 성천까지 진격하였다.
하지만 10월 19일 12:00에 이르러 제1사단과 UN군부대가 이미 평양을 탈환하였기 때문에, 사단은 군단장 명에 의하여 진격방향을 바꾸어, 성천으로부터 순천-개천-희천 쪽으로 진격하게 되었다.

### 작전
제6사단장 김종오 준장은 다음과 같은 요지의 육본 작명 제218호에 의한 제2군단 작전계획에 따라, 제7연대와 제19연대를 공격제대로 하고, 제2연대를 예비대로 공치한 다음, 순천-개천-안주를 공격하는 즉시로 희천 쪽으로 진격을 계속토록 하였다.

## 전투 과정

### 순천 탈환
10월 20일 제7연대는 제1대대와 제2대대를 공격제대로 하고, 제3대대를 예비대로 하여, 이날 07:00에 도보로 성천을 출발하여 순천 쪽으로 진격하던 중 최전방에서 진격하는 연대 수색대로부터 적정보고를 받게 되었는데, 그에 의하면 북한군은 이미 순천 북쪽으로 퇴각하고 저항이 없다는 것이었다.
이에 연대장은 즉시 연대 전 병력을 차량으로 전술적 기동을 하여 급진시킴으로써 이날 20:00에는 이미 순천으로 돌입하였다.
그런데 미 제11공정사단 제187연대는 이날 14:20에, 적의 퇴로를 차단하는 동시에 미군포로를 구출할 목적으로 순천 서남쪽 3.2km 지점에 공연투하 하였는데, 이날 제7연대 주력이 순천으로 돌입하자, 서로 얼싸 안고 반가워하였다.
이때 공수대원들은 우리가 노획한 소련제 권총과 다발총을 기념물로 줄 것을 희망하기에 노획품의 일부를 넘겨주기도 하였다. 이곳 순천에는 적의 후방사령부가 있던 곳으로서 적은 황급히 패주하면서 많은 보급품을 그대로 남겨둔 채 패주하였다.
이때 노획한 보급물자는 대부분 아군이 그대로 사용할 수 있는 것으로서 다가 올 월동준비에 사용할 계획이었다.

### 개천 전투와 순천 탈환
10월 21일 제7연대 제2대대는 이날 06:00에 개천 남쪽 15km지점까지 진격하였는데, 이곳에서 1개 중대규모의 북한군과 부딪히게 되었다. 대대장은 즉시 대대 전 화력을 집중함과 동시에 일제히 이 적을 추격해 섬멸토록 명령하였다.
이때 북한군은 주변 산악지대로 분산해 패주하면서 산발적인 저항을 기도하였으나, 대대장은 더 이상의 추격을 중지시키고 개천 쪽으로 서서히 전투를 위한 전진을 계속토록 하였다.
한편 예비대인 제3대대는 순천에서 제1대대와 제2대대를 초월하여, 북쪽 50km 지점에 있는 개천을 이날 안으로 점령, 확보하라는 요지의 연대장의 명령을 받았다.
따라서 대대장은 대대 전 병력을 제9중대, 제10중대, 제12중대, 그리고 제11중대의 순으로 개천을 향해서 차량으로 급속도로 진격토록 하였다.
그런데 도중에서 1개 대대규모의 적이 도로상을 이열 종대로 북상하고 있는 것을 발견하게 되자, 대대장은 예하 각 중대장과 대대참모들을 모아 놓고, 현재 대대가 처해 있는 상황으로서, 개천까지 진격해야 하는 시간이 급하기 때문에, 연대장의 명령수행을 시간 내에 완수하기 위하여서는, 부득이 이 북한군과 교전할 여유가 없다는 결론을 얻고 대대장은 적 행군대열의 중앙을 그대로 돌파하여 개천까지 급진할 것을 결심하였다.
대대장 인성관 중령은 차량화된 전 대대를 적 행군대열의 중앙으로 돌파, 전진토록 하면서 자동차 위에서 크게 외치며 투항과 항복을 권유했다.
이에 급작스러운 상황에 당황한 북한군은 대부분 총을 버리고 사방팔방으로 흩어졌으며, 일부는 주변 산악지대로 패주하고 말았다. 따라서 대대는 1발의 소총도 쏘지 않고 개천까지 진격하였다.
뒤 이어 연대 수색중대가 개천으로 전진하던 중 도중에 이 대대와 조우하였던 적으로부터 기습을 받아 예기치 않았던 손실을 입었으나, 곧 이 적을 격파하고 개천까지 진격하였다. 이 무렵 연대 주력은 순천-개천 사이를 전진하고 있었다.
한편 제19연대는 이날 13:30에 순천을 출발하여 용원리까지 전진한 다음, 부대정비에 임하고 있었으며, 전날 저녁 성천까지 전진한 제2연대는 이날 08:00시 제3대대, 제1대대, 그리고 제2대대 순으로 성천을 출발하여 순천 쪽으로 전진하던 중, 22:00시에 이르러 각 대대는 은산을 통과하여 순천까지 진격하였고, 연대본부와 사단 사령부는 이날 21:00에 은산까지 약진하였다. 한편 포병대는 공격제대의 진격을 근접지원하기 위해 순천으로 약진하였다.
이때 순천 남쪽에서 굴속에 숨어 있던 양민들을 놓아 주고 식사를 제공해 주었는데, 이들은 지금까지 고생한 보람을 느끼는 듯 기뻐 날뛰었다.
또한 대대장 김성 소령은 포탄보급이 제대로 안되었기 때문에 인접 미군 포병대대를 방문해서, 미군이 보관하고 있는 포탄을 나누어 주도록 요청하였던 바, 그들이 보관하고 있는 포탄 800발 중 400발을 분배받아 사용하였다.

### 개천 전투와 영변 탈환
10월 22일 제7연대 제3대대는 전날 밤 상황이 계속되면서 날이 밝자, 이번에는 신안주 쪽에서 1개 사단규모의 북한군이 개천 쪽으로 행군대열을 지어 들어오는 것을 발견하였다.
대대장은 쌍안경으로 적정을 살펴보니, 북한군은 패잔병의 대열로써 후미에는 전차 10대가 뒤따르고 있었다. 대대장은 즉시 대대 전 병력을 개천 서남쪽으로 은밀히 기동시켜 장방일대에 배치하고, 급습을 가하여 적을 섬멸코자 하였다.
북한군은 국군의 이와 같은 시도를 모르고 선두부대가 교량 중간에 이르렀을 때, 대대장은 미리 계획된 신호탄을 발사함으로써 일제히 집중사격을 가하였다.
북한군은 불시에 기습을 당하자 사방팔방으로 흩어져 패주하였으나, 아군의 이미 계획된 화망에 걸려 대부분 격멸, 분산되었다. 이때에 북한군은 수적으로 우세한 병력이었으나, 전의를 상실하고 방황하는 패잔병의 집단으로서, 아군의 기습공격에 부딪혀 오합지졸이 된 채 산지사방으로 패주하였다.
대대는 전장정리도 할 사이 없이 아침 식사를 마치고, 이날 07:00 제7연대 주력과 같이 희천 쪽으로 진격을 계속하였다.
한편 제19연대는 이날 12:00에 용원리를 출발하여 개천까지 전진하였는데, 제3대대는 105mm 곡사포대와 대전차포대의 지원을 받아 영변 쪽으로 진격을 계속하던 중, 이날 19:30에 1개 중대규모의 북한군과 부딪히게 되자 대대는 지체하지 않고, 곧 돌격대형으로 전개하는 동시에 일제히 적진을 향하여 돌진한 다음, 북한군을 일거에 격파하고 영변을 점령, 확보하는 즉시로 주변일대의 경계에 임하였다.

## 결과 및 영향
동부전선의 수도사단은 10월 22일 북청-중양리-신흥가도를, 그리고 좌측 제1사단은 안주와 개천 중간지점까지 각각 진격 중이었다.
한편 제6사단 사령부는 10월 22일 밤 사단 주력의 급진에 따라 개천까지 약진하여 다시 구장동으로 전진할 준비를 갖추었다.

## 참고 문헌
- 전쟁기념관 전쟁사 정보
- 국방부전사편찬위원회 한국전쟁 요약 (1986년 발행)